# Jürgen Brümmer
Jürgen Brümmer (* 8. Dezember 1964 in Stuttgart; † 25. Februar 2014 in Ostfildern) war ein deutscher Kunstturner und Sportphysiotherapeut.
Er gewann neun Deutsche Meistertitel. Brümmer nahm 1987 und 1989 an Turn-Weltmeisterschaften teil und gehörte außerdem bei den Turn-Europameisterschaften 1987 und bei den Olympischen Sommerspielen 1988 zur westdeutschen Mannschaft. 
Als Sportphysiotherapeut betreute Brümmer 1992 die Juniorennationalmannschaft der Kunstturner, von 1992 bis 1994 die Handballmannschaft des TSV Scharnhausen und von 1996 bis 1998 die damals in der 2. Fußball-Bundesliga spielenden Stuttgarter Kickers.
In der Nacht zum 25. Februar 2014 beging Brümmer Suizid. Kurze Zeit später wurde sein 15-jähriger Sohn, der seit einem schweren Unfall im Jahr 2012 pflegebedürftig war, tot aufgefunden. Brümmer hinterließ seine Frau und einen weiteren Sohn.